# 玻璃の城
『玻璃の城』（ガラスのしろ、原題：玻璃之城、英語題：City of Glass）は、1998年に制作された香港映画。

## 概要
1970年代から1996年の2人の男女と、その子供たちの2世代にわたる恋愛を描いた恋愛映画。メイベル・チャンが母校である香港大学の寮が壊されると聞き、思い出深い寮をフィルムに収めようと制作した作品である。

## ストーリー
1996年のロンドンで、一組の香港人の男女が交通事故死した。男の名はラファエル、女の名はヴィヴィアン。ロンドンへと駆けつけたラファエルの息子デヴィッドと、ヴィヴィアンの娘スージーは、それぞれの親がたどった20数年に渡る愛の軌跡を知ることになる……。

## キャスト
| 役名         | 俳優               | 日本語吹替 |
| ------------ | ------------------ | ---------- |
| ラファエル   | レオン・ライ       | 小杉十郎太 |
| ヴィヴィアン | スー・チー         | 井上喜久子 |
| スージー     | ニコラ・チョン     | 横山智佐   |
| デヴィッド   | ダニエル・ウー     | 坂詰貴之   |
|              | イーソン・チャン   | 星野充昭   |
| デレク       | ヴィンセント・コク | 茶風林     |
|              | ポリーン・ヤム     | 林佳代子   |

## スタッフ
- 監督：メイベル・チャン
- 製作総指揮：レイモンド・チョウ、大里洋吉
- 製作：アレックス・ロー
- 脚本：アレックス・ロー
- 撮影：ジングル・マ
- 動作指導：トン・ワイ
- 美術：ブルース・ユー
- 音楽：ディック・リー、チウ・ツァンヘイ